# Carson Branstine
Carson Branstine (ur. 9 września 2000 w Irvine) – amerykańsko-kanadyjska tenisistka, mistrzyni juniorskiego Australian Open 2017 i French Open 2017 w grze podwójnej dziewcząt.

## Życie prywatne
Branstine rozpoczęła treningi tenisowe w wieku 7 lat. Ojciec Carson – Bruce – pochodzi ze Stanów Zjednoczonych, natomiast matka – Carol Freeman – pochodzi z Kanady. Carson ma dwie starsze siostry: Cassidy oraz Constance. Kuzynem Carson jest Freddie Freeman, amerykański baseballista na pozycji pierwszobazowego w Atlanta Braves. Do 2017 roku reprezentowała barwy Stanów Zjednoczonych, od marca 2017 roku reprezentuje barwy Kanady.

## Kariera tenisowa

### Kariera juniorska
W rozgrywkach juniorskich zadebiutowała podczas turnieju w Atlancie w listopadzie 2014 roku, zwyciężając w grze podwójnej dziewcząt w parze z Taylor Johnson. Dwa tygodnie później zwyciężyła w grze pojedynczej oraz grze podwójnej podczas turnieju w Boca Raton. We wrześniu 2015 roku z sukcesem przebrnęła przez eliminacje do turnieju głównego US Open 2015, w którym zadebiutowała w drabince głównej w grze pojedynczej dziewcząt, przegrywając w pierwszej rundzie. Rok później w trakcie US Open 2016 dotarła do ćwierćfinału gry pojedynczej dziewcząt. W grudniu 2016 roku dotarła do półfinału gry pojedynczej w trakcie prestiżowego turnieju juniorskiego Orange Bowl. W styczniu 2017 roku zadebiutowała w juniorskim turnieju Australian Open 2017, który zwyciężyła wraz z Biancą Andreescu w grze podwójnej dziewcząt, w finale pokonując parę Igę Świątek i Maję Chwalińską. Branstine w parze z Biancą Andreescu wygrała French Open 2017 w grze podwójnej dziewcząt, w finale zwyciężając Olesię Pierwuszyną i Anastasiję Potapową. W drodze po swój trzeci tytuł wielkoszlemowy w grze podwójnej w trakcie Wimbledonu przegrała w półfinale tej imprezy, występując w parze z Martą Kostiuk.

### Kariera zawodowa
W rozgrywkach zawodowych zadebiutowała w marcu 2015 roku w turnieju ITF w amerykańskim Gainesville, przegrywając w pierwszej rundzie z Karolíną Stuchlą. W lutym 2016 roku Branstine wzięła udział w turnieju ITF w Rancho Santa Fe, przegrywając w pierwszej rundzie z Asią Muhammad. Podczas turnieju rozgrywanego w Toronto o puli nagród 50 tysięcy dolarów dotarła do półfinału gry podwójnej w parze z Jeleną Bowiną.

## Finały turniejów WTA
| Legenda                     | Legenda |
| --------------------------- | ------- |
| Wielki Szlem                |         |
| Igrzyska olimpijskie        |         |
| WTA Tour Championships      |         |
| 2009 – 2020                 |         |
| WTA Premier Mandatory       |         |
| WTA Premier 5               |         |
| WTA Premier                 |         |
| WTA International Series    |         |
| WTA 125K series (2012–2020) |         |
| od 2021                     |         |
| WTA 1000 (obowiązkowe)      |         |
| WTA 1000 (nieobowiązkowe)   |         |
| WTA 500                     |         |
| WTA 250                     |         |
| WTA 125                     |         |

### Gra podwójna 1 (0-1)
| Końcowy wynik | Nr | Data             | Turniej | Nawierzchnia    | Partnerka        | Przeciwniczki                 | Wynik finału |
| ------------- | -- | ---------------- | ------- | --------------- | ---------------- | ----------------------------- | ------------ |
| Finalistka    | 1. | 17 września 2017 | Québec  | Dywanowa (hala) | Bianca Andreescu | Tímea Babos Andrea Hlaváčková | 3:6, 1:6     |

## Finały turniejów WTA 125

### Gra pojedyncza 1 (0–1)
| Końcowy wynik | Nr | Data           | Turniej | Nawierzchnia | Przeciwniczka   | Wynik finału |
| ------------- | -- | -------------- | ------- | ------------ | --------------- | ------------ |
| Finalistka    | 1. | 15 lutego 2025 | Cancún  | Twarda       | Emiliana Arango | 2:6, 1:6     |

## Finały turniejów ITF
| turnieje z pulą nagród 100 000 $ (W100)  |
| turnieje z pulą nagród 80 000 $ (W80)    |
| turnieje z pulą nagród 60 000 $ (W75)    |
| turnieje z pulą nagród 40 000 $ (W50)    |
| turnieje z pulą nagród 25/30 000 $ (W35) |
| turnieje z pulą nagród 15 000 $ (W15)    |

### Gra pojedyncza 12 (7–5)
| Rezultat     |    | Data       | Turniej        | ($)    | Naw.    | Przeciwniczka               | Wynik               |
| Finalistka   | 1. | 10/03/2019 | Carson         | 15 000 | Twarda  | Elizabeth Mandlik           | 2:6, 6:2, 4:6       |
| Finalistka   | 2. | 21/07/2019 | Gatineau       | 25 000 | Twarda  | Leylah Fernandez            | 6:3, 1:6, 2:6       |
| Zwyciężczyni | 1. | 28/11/2021 | Kair           | 15 000 | Ceglana | Priska Madelyn Nugroho      | 7:6(6), 6:1         |
| Finalistka   | 3. | 25/09/2022 | Lubbock        | 15 000 | Twarda  | Liv Hovde                   | 6:7(2), 1:6         |
| Zwyciężczyni | 2. | 12/11/2023 | Monastyr       | 15 000 | Twarda  | Ranah Akua Stoiber          | 7:5, 4:6, 6:3       |
| Zwyciężczyni | 3. | 19/11/2023 | Monastyr       | 15 000 | Twarda  | Emily Welker                | 6:2, 6:3            |
| Zwyciężczyni | 4. | 28/01/2024 | Monastyr       | 25 000 | Twarda  | Victoria Jiménez Kasintseva | 6:2, 6:2            |
| Finalistka   | 4. | 18/02/2024 | Antalya        | 25 000 | Ceglana | Cristina Dinu               | 3:6, 0:3 krecz      |
| Finalistka   | 5. | 07/04/2024 | Hammamet       | 25 000 | Ceglana | Sara Cakarevic              | 3:6, 1:6            |
| Zwyciężczyni | 5. | 09/06/2024 | Sumter         | 60 000 | Twarda  | Sophie Chang                | 7:6(6), 6:7(6), 6:1 |
| Zwyciężczyni | 6. | 25/08/2024 | Vrnjačka Banja | 25 000 | Ceglana | Lola Radivojević            | 7:6(5), 6:4         |
| Zwyciężczyni | 7. | 30/03/2025 | Santo Domingo  | 40 000 | Twarda  | Ana Sofía Sánchez           | 6:1, 6:3            |

### Gra podwójna 3 (3–0)
| Rezultat     |    | Data       | Turniej  | ($)    | Naw.    | Partnerka             | Przeciwniczki                       | Wynik          |
| Zwyciężczyni | 1. | 21/07/2018 | Gatineau | 25 000 | Twarda  | Bianca Andreescu      | Hsu Chieh-yu Marcela Zacarías       | 6:3, 1:6, 2:6  |
| Zwyciężczyni | 2. | 11/11/2023 | Monastyr | 15 000 | Twarda  | Selina Dal            | Eliessa Vanlangendonck Emily Welker | 3:6, 7:5, 10–8 |
| Zwyciężczyni | 3. | 06/04/2024 | Hammamet | 25 000 | Ceglana | Jekatierina Riejngold | Émeline Dartron Margaux Rouvroy     | 6:3, 6:0       |

## Historia juniorskich występów wielkoszlemowych

### Występy w grze pojedynczej
| Turniej         | 2015 | 2016 | 2017 |
| --------------- | ---- | ---- | ---- |
| Australian Open | –    | –    | 3R   |
| French Open     | –    | –    | 1R   |
| Wimbledon       | –    | –    | QF   |
| US Open         | 1R   | QF   | 2R   |

### Występy w grze podwójnej
| Turniej         | 2015 | 2016 | 2017 |
| --------------- | ---- | ---- | ---- |
| Australian Open | –    | –    | W    |
| French Open     | –    | –    | W    |
| Wimbledon       | –    | –    | SF   |
| US Open         | 2R   | 1R   | 2R   |

## Finały juniorskich turniejów wielkoszlemowych

### Gra podwójna (2)
| Końcowy wynik | Rok  | Turniej         | Nawierzchnia | Partnerka        | Przeciwniczki                          | Wynik finału |
| Zwyciężczyni  | 2017 | Australian Open | Twarda       | Bianca Andreescu | Maja Chwalińska Iga Świątek            | 6:1, 7:6(4)  |
| Zwyciężczyni  | 2017 | French Open     | Ceglana      | Bianca Andreescu | Olesia Pierwuszyna Anastasija Potapowa | 6:1, 6:3     |